# Buses Vule
Buses Vule S.A. es una empresa chilena de transporte público que opera los recorridos de la Unidad de negocio 3 —servicios 111, 113/c/e, 119, 121, 125, 126, 300, B42, B45, D13, E, G28, G31, H e I— de la Red Metropolitana de Movilidad. Sus servicios corresponden al eje vial norte, sur, sur-poniente y sur-oriente del sistema de transporte de la capital de Chile. Es una sociedad anónima cerrada constituida por capitales chilenos.

## Historia
Fue fundada el 11 de septiembre de 2009, en el marco del proceso de re-licitación del Troncal 3 del Transantiago, siendo una filial de las empresas Buses Metropolitana y Comercial Nuevo Milenio.
Hacia octubre de 2009, Buses Vule logra ganar la relicitación del Troncal 3. En esta instancia comienza a operar de manera paulatina los servicios que le fueron adjudicados, que hasta ese momento eran operados por Buses Gran Santiago.
De acuerdo al contrato de concesión de 2009, firmado entre la empresa y el ministerio del ramo, Buses Vule tiene un plazo de operación hasta 2021.

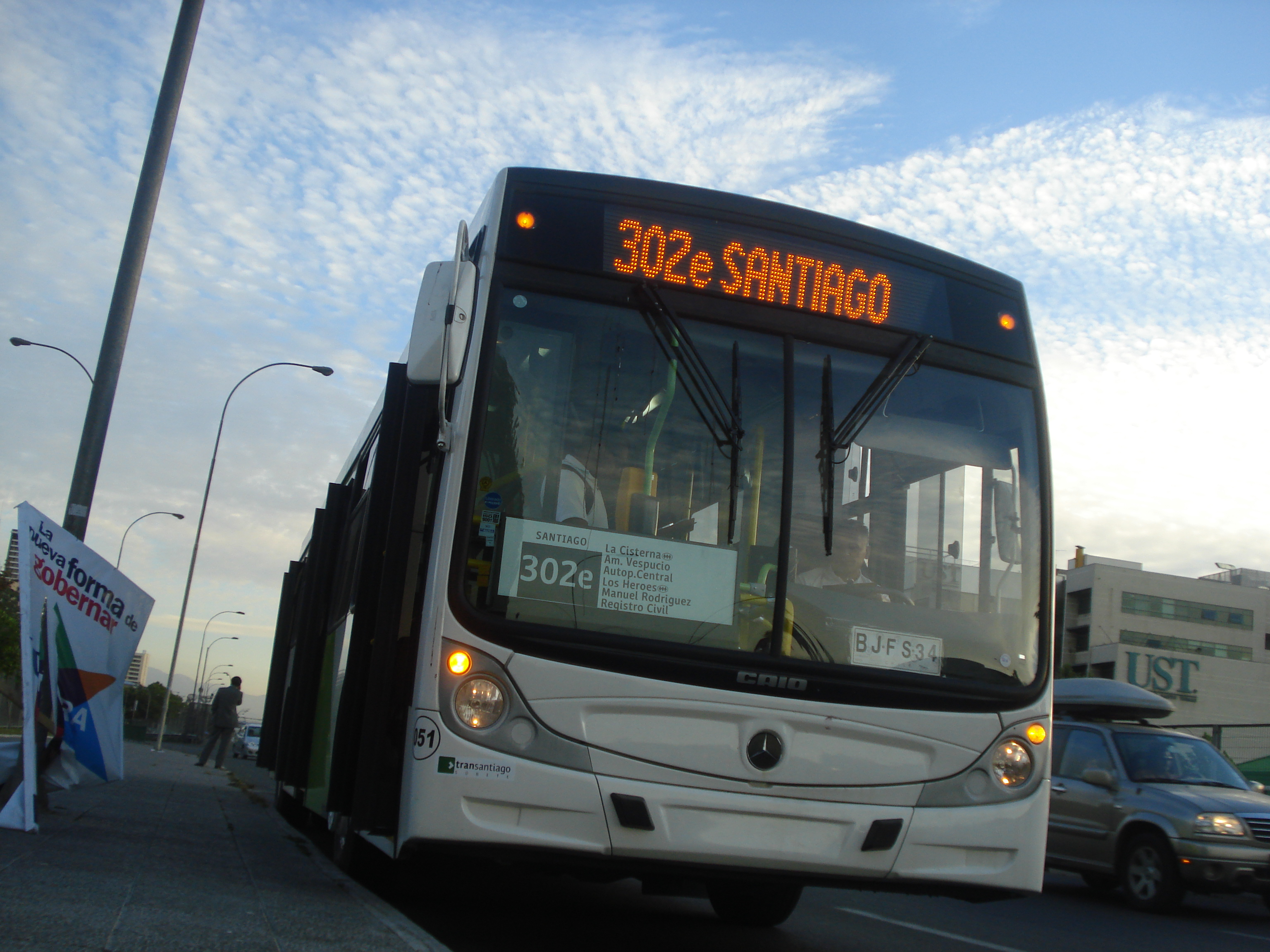
Recorrido 302e, Santiago - San Ramón operado por Buses Vule.

Como empresa concesionaria del Troncal 3, su adjudicación fue para mejorar la calidad de los buses y el servicio entregado a los usuarios del transporte público, ya que Buses Gran Santiago presentaba deficiencias en su operación. En efecto, Buses Vule renovó en un 100 % la flota de buses con la que contaba este Troncal.
Sus buses, en un comienzo se diferencian de los servicios locales por ser de color blanco con franja verde. Al contrario del resto de las empresas troncales, Buses Vule no poseía vehículos articulados para sus servicios. 
A fines de 2011, específicamente en octubre, la empresa Buses Gran Santiago enfrenta la quiebra, por lo cual Buses Vule asume la operación de la Zona H. Para ese entonces, era la empresa mejor evaluada por los usuarios del Transantiago, tanto en frecuencia como en regularidad de los servicios del Troncal 3.
Sin embargo, en ese mismo año el Ministerio de Transportes y Telecomunicaciones encabezado por Pedro Pablo Errázuriz decidió realizar una reestructuración del sistema, que consistía en la desaparición del concepto de zonas alimentadoras y los servicios troncales para crear la llamadas unidades de negocio. Este proceso de cambio se concreta el 1 de junio de 2012, en donde Buses Vule se adjudica los servicios correspondientes a la Zona E y Zona I, administradas en ese entonces por las empresas Unión del Transporte y Comercial Nuevo Milenio, manteniendo la Zona H y Troncal 3. De esta manera se conforma la Unidad de negocio 3, cuyo color característico es el verde con una franja blanca en medio de los buses.
No obstante, el 11 de febrero de 2017 le son traspasados los servicios D06 y D13 que eran operados por Express de Santiago Uno. En esta instancia el recorrido D06 es fusionado con el E15, dando paso al servicio 325.

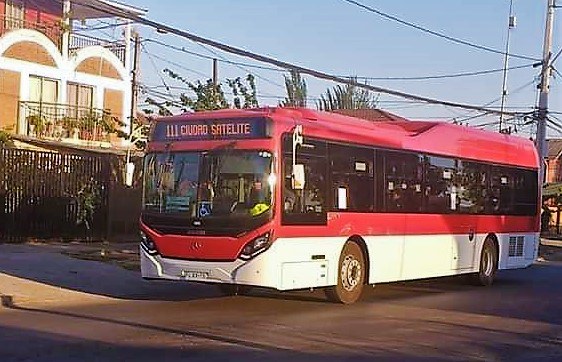
Servicio 111, Ciudad Satélite - Metro Pajaritos operado por Buses Vule, con el nuevo esquema de pintura

Asimismo, el 26 de enero de 2019, le son traspasados los servicios 111, 113/c/e, 119, 121, 125 y 126. Esos pertenecían a la Inversiones Alsacia, siendo transferidos a esta empresa en el marco del vencimiento del contrato de la primera. Para esto ingresó nuevos buses los cuales portan el nuevo esquema de pintura rojo y blanco.

## Terminales
Buses Vule actualmente cuenta con 22 depósitos y terminales para su flota, ubicados en lugares estratégicos para la operación de sus servicios.
Los actuales terminales tienen la siguiente denominación y ubicación:
- Lo Marcoleta: Av. Lo Marcoleta 1620, Quilicura.
- El Mañío: Av. Colo Colo esq. Av. Américo Vespucio, Quilicura.
- Carlos Valdovinos: Av. Vicuña Mackenna 3545, San Joaquín.
- Diego Portales: Av. Diego Portales 1714, La Florida.
- Las Perdices: Av. Las Perdices S/N, La Florida.
- Jardín Alto: Av. Rojas Magallanes S/N, La Florida.
- Ferrocarril: Uspallata 2179, Estación Central.
- Los Presidentes: Hungría 2259, Maipú.
- BCG1: Av. 5 Poniente 16, Maipú.
- BCG-E (electroterminal): Av. 5 Poniente 8 Parcela Ñ, Maipú.
- San Juan: San Juan de Chena 120, Maipú.
- Los Talaveras: Camino Los Talaveras Parcela 91-B, Maipú.
- René Olivares: René Olivares Becerra 2980, Maipú
- Los Agricultores: Camino Los Agricultores Parcela 49, Maipú.
- La Farfana: Camino La Farfana 2000, Maipú.
- Plaza Oeste: Aeropuerto 9391, Cerrillos.
- Pedro Lira: Pedro Lira 9161, Lo Espejo.
- Santa Margarita: Santa Margarita 1600, San Bernardo.
- Llanquihue: Lago Llanquihue 0182, San Bernardo.
- Ducaud: Ducaud 15 488 Sitios 45-48 y 49, San Bernardo.
- Lo Blanco: Av. Lo Blanco 1711, La Pintana.
- Gabriela: Av. Gabriela 3910, Puente Alto.

## Material rodante
Buses Vule comenzó la adquisición de su flota de buses para la operación del Troncal 3 entre finales de 2009 y principios de 2010. En este período adquiere 392 buses rígidos modelo Mondego H con chasis Mercedes-Benz O-500U, carrozados por la brasilera Caio.
Hacia 2011, y producto de la adquisición de la Zona H, compra en el remate de Buses Gran Santiago 25 minibuses modelo Caio Foz en chasis Mercedes-Benz LO-915 y 15 buses rígidos Mondego H similares a los adquiridos en 2009.
Posteriormente en 2012, con la entrada en vigencia de las unidades de operación, adquiere la totalidad de la flota estándar que era utilizada por Comercial Nuevo Milenio en Zona I, adquiriendo 120 buses rígidos Caio Mondego H año 2010, 1 Busscar Urbanuss Pluss y 1 Marcopolo Gran Viale, ambos de 2008, montados sobre chasis Mercedes-Benz O-500U. A estos se suman 2 buses rígidos medio modelo Maxibus Dolphin, 5 Metalpar Tronador, montados en chasis Mercedes-Benz OH-1115LSB y 51 minibuses Caio Foz con chasis Mercedes-Benz LO-915.
De la misma manera, adquiere la flota estándar que poseía Unión del Transporte. De dicha empresa adquiere 22 buses rígidos Busscar Urbanuss Pluss en chasis O-500U y 18 minibuses Busscar Micruss con chasis LO-915, todos de 2009. A estos se suma 1 bus Metalpar Tronador en chasis Mercedes-Benz O-500U (patente BJFW40).
Asimismo, adquiere 30 buses rígidos modelo Mondego H chasis O-500U, año 2009, en el remate correspondiente a Las Araucarias.  
Durante el mes de noviembre de 2012, y en marco de los nuevos contratos de operación, ingresa a sus filas 104 buses rígidos Caio Mondego H en chasis Mercedes-Benz O-500U y 20 Caio Foz en chasis LO-915, bajo la premisa de renovación de flota. 
Más tarde, entre junio de 2013 y abril de 2014, la empresa nuevamente ingresa flota nueva. Esta vez correspondiente a 348 buses rígidos Caio Mondego en chasis Mercedes-Benz O-500U BlueTec 5. A estos vehículos se suman 37 buses del mismo modelo, pero que poseen el nuevo estándar de buses Transantiago, puertas a ambos costados del bus.
A principios de 2016 adquiere 86 minibuses modelo Caio Foz 2013 con chasis Mercedes-Benz LO-916 BlueTec 5. Estos vehículos fueron ingresados en reemplazo de los buses dados de baja. Posteriormente, en junio del mismo año, ingresa a su flota un moderno bus híbrido fabricado por Marcopolo en modelo Viale BRS con chasis Volvo B215RH.
Hacia febrero de 2017, en el marco de la reasignación de los servicios D06 y D13, Buses Vule adquiere 31 buses rígidos modelo Caio Mondego H con chasis Mercedes-Benz O-500U BlueTec 5, con el nuevo estándar de buses.
A finales del año mencionado ingresan a su flota buses que cumplen con la norma Euro VI. Se trata de 2 buses rígidos Caio, modelo Mondego II, en chasis Mercedes-Benz OC-500LE y Volvo B8RLE. A estos se suma 1 bus eléctrico Yutong ZK6128 BEVG (E12LF).
Durante los primeros meses de 2019, Buses Vule ingresa a su flota 75 buses eléctricos Yutong ZK6128 BEVG (E12LF). Estos circularán por los servicios I09 e I09e. En la misma línea adquiere 148 buses Euro VI, modelo Caio Mondego II con chasis Mercedes-Benz O-500U BlueTec 6, por el traspaso de servicios de 
Inversiones Alsacia.
La flota está compuesta de los siguientes vehículos:
- 100 minibuses
  - 19 Caio Foz, chasis Mercedes-Benz LO-915, año 2008 y 2012, transmisión automática Allison.
  - 81 Caio Foz 2400, chasis Mercedes-Benz LO-916 BlueTec 5, años 2015 y 2016, transmisión automática Allison.

- 1279 buses rígidos
  - 577 Caio Mondego H, chasis Mercedes-Benz O-500U, año 2009 y 2012, transmisión automática ZF Ecomat y Voith.
  - 1 Metalpar Tronador (patente BJFW40), chasis Mercedes-Benz O-500U, año 2010, transmisión automática Voith.
  - 329 Caio Mondego H, chasis Mercedes-Benz O-500U BlueTec 5, adquiridos entre 2013 y 2014, transmisión automática Voith.
  - 35 Caio Mondego H, chasis Mercedes-Benz O-500U BlueTec 5, año 2014, transmisión automática Voith. Buses con puertas a ambos lados.
  - 1 Marcopolo Viale BRS Hybrid (patente FLXP39), chasis Volvo B215RHLE, año 2015, transmisión automática Volvo I-Shifft. Bus híbrido.
  - 29 Caio Mondego H, chasis Mercedes-Benz O-500U BlueTec 5, año en 2017, transmisión automática Voith. Adquiridos por incorporación de servicios 325 y D13[15]
  - 1 Caio Mondego II (patente FLXT44), chasis Mercedes-Benz OC-500LE BlueTec 6, año 2017, transmisión automática Voith.
  - 1 Caio Mondego II (patente FLXT92), chasis Volvo B8RLE, año 2017, transmisión automática ZF Ecolife.
  - 1 Yutong ZK6128 (patente JZPY41), adquirido en 2017.[10][11]
  - 74 Yutong ZK6128 (patentes FLXY73 a FLXZ57), año 2019.[12][13]
  - 147 Caio Mondego II (patentes FLXW66 a FLXY72 y FLXZ58 a FLXZ93), chasis Mercedes-Benz O-500U BlueTec 6, año 2019, transmisión automática Voith. Ingresados por el traspaso de servicios Alsacia.[14]
  - 2 Zhongtong LCK6122EVG (patentes GCBF40 y GCBF41), año 2019.
  - 80 Foton eBus U12 SC, año 2022 y 2024.

## Recorridos
Buses Vule operó la totalidad de los servicios pertenecientes al Troncal 3 del Transantiago. Estos le fueron adjudicados en la re-licitación de dicho troncal, iniciando su operación a partir del 26 de noviembre de 2009.
Sin embargo, en octubre de 2011 se adjudica la operación de los recorridos de la Zona H, que eran administrados por Buses Gran Santiago.
En junio de 2012, en el marco de la reestructuración de Transantiago, se adjudica los servicios de las Zona E y Zona I, administrados por Unión del Transporte y Comercial Nuevo Milenio respectivamente.

### Transantiago
Corresponden a los recorridos de buses que pertenecieron a sus zonas de concesión y que mantuvo desde el 26 de noviembre de 2011 hasta el 31 de mayo de 2012.

#### Troncal 3
| Recorrido | Inicio        | Fin           |
| --------- | ------------- | ------------- |
| 301       | Independencia | San Bernardo  |
| 301c      | La Cisterna   | San Bernardo  |
| 301c2     | La Cisterna   | Lo Blanco     |
| 301e      | Santiago      | San Bernardo  |
| 302       | Quinta Normal | San Ramón     |
| 302e      | Los Héroes    | San Ramón     |
| 303       | Quilicura     | Plaza Italia  |
| 303e      | Quilicura     | Santa Ana     |
| 307       | Lo Marcoleta  | Plaza Italia  |
| 307e      | Lo Marcoleta  | Plaza Italia  |
| 308       | Lo Marcoleta  | Mapocho       |
| 312e      | Quilicura     | Mapocho       |
| 313e      | Quilicura     | Quinta Normal |
| 314       | Lo Marcoleta  | Plaza Italia  |
| 315e      | Lo Marcoleta  | Plaza Italia  |

#### Zona H
| Recorrido | Inicio                 | Fin                   |
| --------- | ---------------------- | --------------------- |
| H01       | Av. Matta              | Mall Florida Center   |
| H02       | Carlos Valdovinos      | Lo Vial               |
| H03       | Lo Ovalle              | Mall Plaza Oeste      |
| H04       | Carlos Valdovinos      | Población La Victoria |
| H05       | Carlos Valdovinos      | Población Davila      |
| H05c      | Departamental          | Población Davila      |
| H06       | Población Las Turbinas | Av. Matta             |
| H07       | Lo Ovalle              | Ñuble                 |
| H08       | Población Las Turbinas | Lo Ovalle             |
| H09       | Población Davila       | Carlos Valdovinos     |
| H10       | Centro de Lo Espejo    | Mall Florida Center   |
| H11       | Lo Ovalle              | Mall Plaza Oeste      |
| H11c      | Lo Ovalle              | Santa Olga            |
| H12       | Lo Espejo              | Franklin              |
| H13       | Santa Olga             | Posta Central         |
| H14       | Pedrero                | Franklin              |
| H15       | Lo Espejo Poniente     | Estación Central      |
| H17       | San Alfonso            | Providencia           |
| H18       | Villa Alegre           | Lo Ovalle             |

### Unidad de negocio 3
Estos corresponden a los recorridos pertenecientes a la Unidad de negocio 3, los cuales opera desde el 1 de junio de 2012.

#### Servicios 100
| Recorrido | Inicio               | Fin             |
| --------- | -------------------- | --------------- |
| 111       | Pajaritos            | Ciudad Satélite |
| 113       | Ciudad Satélite      | Los Héroes      |
| 113c      | Ciudad Satélite      | Cerrillos       |
| 113e      | Ciudad Satélite      | Los Héroes      |
| 119       | Mapocho              | Lo Espejo       |
| 121       | Mapocho              | Lo Espejo       |
| 125       | Universidad de Chile | Lo Espejo       |
| 126       | Manuel Montt         | La Higuera      |

#### Servicios 300
| Recorrido | Inicio            | Fin                      |
| --------- | ----------------- | ------------------------ |
| 301       | Juan Antonio Rios | Angelmó                  |
| 301c      | La Cisterna       | Angelmó                  |
| 302       | Santa Ana         | La Pintana               |
| 302n      | Alameda           | La Pintana               |
| 303       | Quilicura         | Plaza Italia             |
| 307       | Lo Marcoleta      | Plaza Italia             |
| 307c      | Lo Marcoleta      | Los Libertadores         |
| 307e      | Rigoberto Jara    | Santa Lucía              |
| 308       | Lo Marcoleta      | Mapocho                  |
| 308c      | San Luis          | Lo Cruzat                |
| 313e      | Quilicura         | Estación Central         |
| 314       | Lo Marcoleta      | Plaza Italia             |
| 314c      | Lo Marcoleta      | Lo Cruzat                |
| 315e      | Lo Marcoleta      | Santa Lucía              |
| 321       | Lo Ovalle         | Lo Sierra                |
| 322       | Jardin Alto       | Bellavista de La Florida |
| 323       | La Loma           | Bellavista de La Florida |
| 329       | Mall Plaza Oeste  | Mall Florida Center      |
| 345       | Lo Espejo         | Alameda                  |
| 346n      | Lo Espejo         | Alameda                  |
| 348       | Lo Ovalle         | Rinconada                |
| 385       | Villa Francia     | Mall Florida Center      |

#### Servicios B
| Recorrido | Inicio         | Fin              |
| --------- | -------------- | ---------------- |
| B42       | Valle Grande   | Los Libertadores |
| B45       | Rigoberto Jara | El Mañío         |

#### Servicios D
| Recorrido | Inicio                   | Fin         |
| --------- | ------------------------ | ----------- |
| D13       | Bellavista de La Florida | Irarrázaval |

#### Servicios E
| Recorrido | Inicio                   | Fin                      |
| --------- | ------------------------ | ------------------------ |
| E01       | San José de la Estrella  | Santa Rosa               |
| E02       | Diego Portales           | Lo Ovalle                |
| E03       | Lo Ovalle                | Jardin Alto              |
| E04       | Av. La Florida           | Franklin                 |
| E05       | Bellavista de La Florida | La Cisterna              |
| E06       | Bellavista de La Florida | María Angelica           |
| E07       | Bellavista de La Florida | Rojas Magallanes         |
| E08       | Diego Portales           | Bellavista de La Florida |
| E09       | Elisa Correa             | Santa Rosa               |
| E10       | El Hualle                | Santa Rosa Paradero 21   |
| E11       | Diego Portales           | Santa Rosa               |
| E14       | San José de La Estrella  | Bellavista de La Florida |
| E17       | Bellavista de La Florida | Las Perdices             |
| E18       | La Cisterna              | Bellavista de La Florida |

#### Servicios G
| Recorrido | Inicio    | Fin                      |
| --------- | --------- | ------------------------ |
| G28       | Angelmó   | Centro Cívico La Pintana |
| G31       | Lo Blanco | Angelmó                  |

#### Servicios H
| Recorrido | Inicio                 | Fin               |
| --------- | ---------------------- | ----------------- |
| H02       | Carlos Valdovinos      | Población Davila  |
| H03       | Lo Ovalle              | Mall Plaza Oeste  |
| H04       | Carlos Valdovinos      | La Victoria       |
| H05       | Carlos Valdovinos      | Población Davila  |
| H06       | Población Las Turbinas | Av. Matta         |
| H07       | Ñuble                  | Lo Ovalle         |
| H08       | Población Las Turbinas | Lo Ovalle         |
| H09       | Población Davila       | Carlos Valdovinos |
| H12       | Lo Espejo              | Franklin          |
| H13       | Santa Olga             | Posta Central     |
| H14       | Mall Florida Center    | Franklin          |

#### Servicios I
| Recorrido | Inicio                | Fin                         |
| --------- | --------------------- | --------------------------- |
| I01       | Villa Los Héroes      | Hospital San Borja Arriarán |
| I02       | Rinconada             | Laguna Sur                  |
| I03       | Villa Los Héroes      | Quinta Normal               |
| I03c      | Valle Verde           | San Alberto Hurtado         |
| I04       | Villa El Abrazo       | San Alberto Hurtado         |
| I04c      | Villa El Abrazo       | Plaza de Maipú              |
| I04e      | Villa El Abrazo       | Plaza de Maipú              |
| I05       | Rinconada             | Lo Ovalle                   |
| I07       | Rinconada             | Mall Arauco Maipú           |
| I08       | Mall Arauco Maipú     | San Alberto Hurtado         |
| I08c      | La Farfana            | Del Sol                     |
| I08n      | La Farfana            | Alameda                     |
| I09       | Rinconada             | Universidad de Chile        |
| I09c      | Rinconada             | Las Rejas                   |
| I09e      | Rinconada             | Universidad de Chile        |
| I10       | Villa Los Héroes      | USACH                       |
| I10n      | Villa Los Héroes      | Alameda                     |
| I11       | Ciudad Satélite       | Rinconada                   |
| I11n      | Ciudad Satélite       | Plaza de Maipú              |
| I12       | Pueblito La Farfana   | Mall Plaza Oeste            |
| I13       | Del Sol               | San Alberto Hurtado         |
| I14       | Mall Plaza Oeste      | Estación Central            |
| I14n      | Mall Plaza Oeste      | Centro                      |
| I16       | Población Santiago    | Ferrocarril                 |
| I17       | Villa Francia         | Hospital San Juan de Dios   |
| I18       | Rinconada             | U.L.A.                      |
| I20       | Valle Verde           | Marta Ossa Ruiz             |
| I21       | Plaza de Maipú        | Villa Hernán Díaz           |
| I22       | Del Sol               | La Farfana                  |
| I24       | Villa Los Maitenes    | Mall Plaza Oeste            |
| I25       | Villa Silva Henríquez | Portal Oeste                |